# Hercostomus proboscideus
Hercostomus proboscideus är en tvåvingeart som beskrevs av Becker 1907. Hercostomus proboscideus ingår i släktet Hercostomus och familjen styltflugor. Inga underarter finns listade i Catalogue of Life.